# 제이미 로스
제이미 로스(Jamie Ross, 1939년 5월 4일 ~ )는 미국의 배우, 연극 배우, 텔레비전 배우이다.

## 영화
- 황무지 (2012년)